# نرم‌افزارهای آموزش زبان پیمزلر
نرم‌افزارهای آموزش زبان پیمزْلِر (به انگلیسی: Pimsleur Language Programs) شرکتی واقع در ایالات متحده آمریکا است که بر توسعه و انتشار کلاس‌های زبان بر اساس روش پیمزلر متمرکز است. این شرکت بخشی از شرکت بزرگتر انتشارات سایمون اند شوستر است. سایمون اند شوستر خود شرکت تابع ویاکام سی‌بی‌اس است.

## تاریخچه
دکتر پائول پیمزلر استاد دانشگاه و متخصص آموزش زبانشناسی کاربردی و یکی از اعضای مؤسس «شورای آمریکایی آموزش زبان‌های خارجی» است. پائول پیمزلر کار توسعهٔ مجموعهٔ آموزش زبان خود را با نوشتن پنج درس آموزش زبان زیر شروع کرد.
- Speak & Read Essential Greek در سال ۱۹۶۳ میلادی
- Speak & Read Essential French در سال ۱۹۶۴ میلادی
- Speak & Read Essential Spanish در سال ۱۹۶۶ میلادی
- German Compact در سال ۱۹۶۷
- Twi در سال ۱۹۷۱ میلادی که برای شرکت Peace Corps طراحی شده بود

این مجموعه «A Tapeway Program» نام داشت که به تمرکز این روش آموزشی به گوش دادن به نوارهای صوتی اشاره داشت.
در حدود سال‌های ۱۹۶۹ تا ۱۹۷۰
پس از مجموعه‌ای از تلاش‌های بی‌ثمر برای فروش این مجموعه سرانجام دکتر پیمزلر این مجموعه را به چارلز و بورلی هاینلی داد. این دو فرد در آن زمان کارمند مرکز توسعه برنامهٔ درسی فیلادلفیا بودند. آنها مجموعهٔ دروس پیمزلر را بازنگری و با نام جدید «CCD/Tapeway Programs» به بازار عرضه کردند. چهار سال بعد چارلز هاینلی حق انتشار پیمزلر را خرید و مؤسسهٔ تجاری «هاینلی و هاینلی» را تأسیس کرد. در حدود دههٔ ۱۹۸۰، هاینلی مرکزی در شهر کمبریج ایالت ماساچوست باز کرد که در آن مشتری‌ها پیش از خرید «نوارهای صوتی پیمزلر» می‌توانستند به این مرکز مراجعه و به آنها گوش کنند. این مجموعه نوارهای صوتی توسط شرکت تجاری «هاینلی و هاینلی» در شهر کونکور ایالت ماساچوست منتشر می‌شدند.
سال ۱۹۸۳
چارلز هاینلی، برای توسعه زبان روسی، استیون دِوُر مؤسس شرکت سیستم‌های سایبرویژن را استخدام کرد. سایبرویژن شرکتی بود برای مسافران پروازهای بین‌المللی در هواپیماها نوارهای صوتی آموزش زبان کشور مقصد را تولید و پخش می‌کرد و علاوه بر این سه میلیون مشتری خصوصی نیز داشت. به این همکاری دروس پیمزلر به عنوان بخشی از محصولات سایبرویزن به تمام این بازار بزرگ راه پیدا کرد.
سال ۱۹۹۵
شرکت سامون و شوستر محصولات آموزش زبان پیمزلر را در کتاب‌فروشی‌ها توزیع کردند.
بین سال‌های ۱۳۷۳ تا ۱۳۷۵، به عبارت دیگر تا دقیقاً پیش از فروش پیمزلر، به‌طور کلی توسط شرکت «هاینلی و هاینلی» به شرکت «سایمون و شوستر» آنها ۲۷ زبان دیگر به مجموعهٔ خود اضافه کردند.
سال ۱۹۹۷
مجموعه پیمزلر دارای ۵۹ زبان و بیش از ۲۰۰ درس بود و همچنان این دروس در شهر کونکور واقع در ایالات ماساچوست ضبط و توسعه داده می‌شدند.
سال ۲۰۰۷
نسخه دیجیتال بعضی از محصولات به بازار ارائه شد.
سال ۲۰۰۸
اولین محصول آموزش زبان به کودکان با نام «با دورا و دییگو اسپانیایی صحبت کنیم» را رونمایی کرد.
پلی‌اِوِی پروانهٔ توزیع تمام محصولات پیمزلر به صورت حک شده بر روی دستگاه‌های پخش صوت قابل حمل برای سربازان کشور ایالات متحده را امضا کرد.
سال ۲۰۱۰
پیمزلر به صورت رایگان دروس آموزش زبان «زبان کریول آییسینی» را در اختیار داوطلبان کمک‌رسانی به زلزله زدگان هائیتی قرار داد.
پیمزلر با همکاری اواس‌اُ و بنیاد بوستون و پلی‌اِوِی برای سربازان ایالات متحده که در کشور افغانستان حضور داشتند دروس آموزش زبان پشتو و فارسی دری طراحی و ارائه کرد. این دروس به صورت رایگان در دسترس تمام سربازان ایالات متحده بود.
محصولات ارزان‌تر خود را رونمایی کرد.
سال ۲۰۱۱
پیمزلر ۸ ساعت آموزش زبان ژاپنی خود را به صورت رایگان در اختیار مأموران و داوطلبان کمک‌رسانی به مردم ژاپن پس از زمین‌لرزه و سونامی ۲۰۱۱ توهوکو قرار داد.
سال ۲۰۱۲
پیمزلر نرم‌افزار تعاملی جدیدی برای آموزش زبان‌های اسپانیایی، آلمانی، فرانسوی و ایتالیایی به نام «پیمزلر نامحدود» را رونمایی کرد.
سال ۲۰۱۳
پیمزلر ۵۰ سالگی خود را جشن گرفت.
پیمزلر ۱۵ درس کلاس‌های خود را به افراد داوطلب که برای کمک‌رسانی به مردم فیلیپین پس از طوفان هایان (یولاندا) راهی این کشور شده بودند، رایگان ارائه کرد.
سال ۲۰۱۵
پیمزلر سه زبان دیگر، زبان چینی رسمی، پرتقالی و روسی را به مجموعهٔ «پیمزلر نامحدود» اضافه کرد.
سال ۲۰۱۶
پیمزلر مجموعه محصولات «پیمزلر نامحدود» که در تمام دنیا قابل استفاده است را به صورت الکترونیکی ارائه کرد.
سال ۲۰۱۸
پیمزلر نرم‌افزار جدید خود برای کاربران سیستم‌عامل انروید و آی‌اواس که با آمازون اِکو هماهنگی دارد را ارائه کرد. همچنین مجموعه محصولات «پیمزلر نامحدود» را با «پیمزلر پرمیوم»، که از طریق نرم‌افزار و وبگاه شرکت قابل خرید است، جایگزین کرد.

## ساختار سازمانی
شرکت صوتی سایمن و شوستر مالک برنامه‌های آموزش زبان پیمزلر است. شرکت صوتی سایمن و شوستر خود بخشی از شرکت بزرگتر سایمن و شوستر است که خود زیر مجموعه‌ای ویاکام سی‌بی‌اس است.

### دفاتر شرکت
- دفتر مرکزی شرکت در شهر نیویورک در کشور ایالات متحده آمریکا واقع است.
- دفتر توسعه، ضبط و نشر محصولات در شهر کونکور در ایالت ماساچوست واقع است.

## فهرست زبان‌های در دسترس این مجموعه
کاربران از طریق نرم‌افزارهای پیمزلر می‌توانند زبان‌های زیر را بیاموزند:
- آلبانیایی
- آلمانی
- آلمانی سوئیس
- اردو
- ارمنی شرقی
- ارمنی غربی
- اسپانیایی (آمریکای لاتین)
- اسپانیایی (کاستیل)
- اوکراینی
- اندونزیایی
- انگلیسی برای مخاطبان آلمانی
- انگلیسی برای مخاطبان اسپانیایی
- انگلیسی برای مخاطبان ایتالیایی
- انگلیسی برای مخاطبان پرتغالی
- انگلیسی برای مخاطبان چینی کانتونی
- انگلیسی برای مخاطبان چینی ماندارین
- انگلیسی برای مخاطبان روسی
- انگلیسی برای مخاطبان عربی
- انگلیسی برای مخاطبان فارسی
- انگلیسی برای مخاطبان فرانسوی
- انگلیسی برای مخاطبان کره‌ای
- انگلیسی برای مخاطبان ویتنامی
- انگلیسی برای مخاطبان هائیتی
- انگلیسی برای مخاطبان هندی
- اوجبو
- ایتالیایی
- ایرلندی
- ایسلندی
- پرتغالی اروپایی
- پرتغالی برزیلی
- پشتو
- پنجابی
- تاگالوگ
- تای
- ترکی استانبولی
- توی
- چکی
- چینی (کانتونی)
- چینی (ماندارین)
- دانمارکی
- روسی
- رومانیایی
- ژاپنی
- سواحلی
- سوئدی
- عبری
- عربی شام یا عربی شرقی
- عربی مصری
- عربی نوین معیار
- فارسی
- فارسی دری
- فرانسوی
- فنلاندی
- کرواتی
- کره‌ای
- کریول آییسینی
- زبان لهستانی
- لیتوانیایی
- مجاری
- نروژی
- ویتنامی
- هلندی
- هندی
- یونانی